# Азійський спосіб виробництва
Азійський спосіб виробництва або східний спосіб виробництва — в марксизмі- історичний спосіб матеріального виробництва, який характерний для особого «азійського» або перехідного ладу між класичною рабовласницькою та феодальною фазами суспільно-історичного розвитку суспільства. Росію та російський суспільний лад К.Маркс та Ф.Енгельс також відносили до азійського способу виробництва.

## Термінологія
Перша згадка про Азійський спосіб виробництва вживалася в листуванні Карла Маркса та Фрідріха Енгельса у статті «Британське володарювання в Індії». За родового ладу земля, вода, мисливські та рибні угіддя перебували у власності усіх членів общини. З появою надлишкового майна з'явилася майнова нерівність, із розвитком поділу праці ремесло відокремилося від скотарства і землеробства, а також налагодилася торгівля й обмін. У суспільстві той клас, який володіє та на якого працюють інші члени суспільства (селяни, ремісники, раби), намагається тримати їх у покорі. При цьому створюється новий інститут, який називається державою, яку родовий лад ніколи не знав. З'явилися перші складові ланки державного апарату (суди, поліція, адміністративні органи, армія та система законодавчих норм). Варто зазначити, що перші нові інституцію Східної півкулі, які називаються «державою», з'явилися приблизно в однакових кліматичних умовах на територіях долин Нілу (Єгипет), Євфрату (Месопотамія), Хуанхе (Китай), Гангу та Інду (Індія). На цих теренах були сприятливі умови для землеробства. Але для ефективного ведення господарства та організації зрошувальної системи, захисту від диких тварин тощо потрібні були зусилля сотень, а іноді і тисяч людей. Земля перебувала у власності общини, члени якої користувалися землями та виконували певні суспільні роботи: сплачували податки, працювали на державних роботах тощо. Також існували органи місцевого самоврядування, які виконували функцію обліку та контролю, суду, адміністративні тощо.

## Історія вивчення
За СРСР Карла Маркса та Фрідріха Енгельса по черзі переходить від первісно-общинного ладу до рабовласницького, а потім до феодального та капіталістичного з перспективою соціалізму. 1853 року поняття азійського способу виробництва було згадано в листуванні Маркса та Енгельса, а також у статті «Британське володарювання в Індії». Карл Маркс стверджував, що "азійський, античний, феодальний та сучасний способи виробництва можна визначити як прогресивні економічні епохи суспільних формацій. Характеристика окремих аспектів зустрічається в наступних роботах основоположників марксизму в «Капітал та Анти-Дерюнг». Пізніше в 1870-1880-х роках Маркс припинив згадувати азійський спосіб виробництва.

### Вчення Карла Віттфогеля
В 1930-ті роки, коли Карл Віттфогель займався історією Китаю, його вже зацікавила теорія азійського способу виробництва. Віттфогель розвивав положення про особливо економічні формації основаній на іригаційному землеробстві. 1957 року Віттфогель закінчив формувати теорію гідравлічної держави у книзі «Oriental despotism: a comparative study of total power» (1957). Віттфогель стверджував, що іригаційний спосіб виробництва є найочікуванішою відповіддю в аграрному суспільстві при веденні господарювання в посушливому кліматі. При веденні цього господарства необхідно організувати колективні роботи, що призводить до розвитку бюрократичного апарату, як наслідок до авторитаризму. Так й виникла східна деспотія — особливий вид суспільного устрою, що відрізняється крайнім антигуманізмом та нездатністю до прогресу.
Віттфогель проаналізував історичні східні деспотії та дійшов таких висновків:
- відсутність приватної власності на землю;
- абсолютна влада державної бюрократії, керованої з центру;
- скасування ринкової конкуренції та приватної власності;
- відсутність соціальних класів;
- абсолютна влада правителя.

З переходом до сучасності Віттфогель висловив думку щодо «азійського способу виробництва» минулого з політичною системою СРСР та нацистської Німеччини. Частина вчених обґрунтовано вважає в тому числі й існування самостійного ладу так званого «азійського способу виробництва». У СРСР про нього майже забули, надто він нагадував колгоспну систему 1930-50-х років.

### Дискусії у СРСР
В 1920–30-х роках уперше було розглянуто концепцію азійського способу виробництва. Безпосереднім приводом до першої наукової дискусії було питання про рушійні сили і перспективи національно-визвольного руху в колоніях і залежних країнах, особливо питання стратегії та тактики революційної боротьби в Китаї (яке, фактично, стало одночасно питанням політичної боротьби в СРСР). Окремі радянські вчені намагалися пояснити її унікальність на противагу рабовласницькому суспільному ладу, який установився в Римі чи Греції. Відповідно відстоювали нелінійність історичного процесу. Це вважалося можливістю національно-визвольного руху у країнах Африки та Азії та експорту пролетарської революції на Схід.
Їм протистояли однолінійні прихильники імплементації марксистського вчення, які дійшли висновку, що даний спосіб виробництва був не тільки на початковому періоду розвитку східних суспільств, а й у всього людства в цілому, що давало можливість вважати його універсальним. Наприклад, у крито-мікенському суспільстві, в Римі періоду ранньої Республіки, у цивілізації Месоамерики. З іншого боку, такі східні держави, як стародавній Єгипет Нового царства чи Перської імперії Ахеменідів, близько підішли до утворення класичних рабовласницьких суспільств у масштабних завойовних походах. У такому випадку азійський спосіб виробництва виступає еволюцією між первіснообщинним комунізмом та рабовласницьким строєм.

#### Друга дискусія СРСР
Другу дискусію Азійського способу виробництва 1957—1971 року спричинив антиколоніальний рух після Другої світової війни, а також певна лібералізація в радянській історичній науці в умовах хрущовської «відлиги»; відчутний вплив справила й праця Карла Віттфогеля, хоча остання й не згадувалась у полеміці. Після дискусій було висунуто декілька нових концепцій. У дискусії було висунуто та обговорено актуальні проблеми теорій історичного процесу азійського способу виробництва, як-от концепцій західних авторів, які стверджували, що так званий азійський спосіб виробництва занадто був схожий на соціаліз радянського зразка.

#### Кінцевий етап
1990 року з послабленням цензури відкрито висловлювалися про концепції азійського способу виробництва для розуміння природи соціалізму. Наприклад, було висловлено думку, що СРСР не був соціалістичним та характеризовано його як азійський спосіб виробництва на його технологічній основі.

## Висновки
Характерною рисою азійського способу виробництва виступала сусідська община. Її органи самоуправління виконували функцію регулювання правових відносин у колективі. Земля була власністю держави, однак община мала опосередковану власність. Саме її органи розподіляли земельні ділянки між общиною. Користування цими наділами вимагало виконувати повинностей, суспільних робіт, сплати податків тощо.